# Numidotherium
Numidotherium is een geslacht van uitgestorven slurfdieren uit de Numidotheriidae. Dit geslacht leefde tijdens het Eoceen in het noordwesten van Afrika.
Numidotherium had het formaat van een tapir met een lengte en een schouderhoogte van ongeveer een meter en een geschat gewicht van 200 kilogram. Dit slurfdier had een kort lichaam, lange poten en slagtanden. De bouw van het neusbeen wijst op de aanwezigheid van een slurf. De fossiele vondsten dateren van circa 46 miljoen jaar geleden en zijn gedaan in Algerije en Libië.